# Børge Müller
Børge Müller, född 4 september 1909 i Köpenhamn, död 16 augusti 1963, var en dansk författare, manusförfattare och sångtextförfattare. Han är bror till författaren Arvid Müller.

## Filmmanus
- 1940 – Säg det med swing
- 1951 – Flyg med i det blå
- 1956 – Vad vill ni ha?
- 1958 – Världens rikaste flicka
- 1961 – Peters baby
- 1963 – Fröken Nitouche